# آزگریش (شهرستان باکای‌آتا)
آزگریش (به قرقیزی: Өзгөрүш، ۅزگۅرۉش) یک منطقهٔ مسکونی در قرقیزستان است که در شهرستان باکای‌آتا واقع شده‌است. آزگریش ۶٬۰۸۱ نفر جمعیت دارد و ۱٬۱۳۳ متر بالاتر از سطح دریا واقع شده‌است.